# Malczewski
Malczewski (forma żeńska: Malczewska; liczba mnoga: Malczewscy) – polskie nazwisko.

## Ludzie noszący nazwisko Malczewski

### Mężczyźni
- Adam Malczewski (1680–1754) – poeta, teoretyk mowy, jezuita
- Adam Jan Malczewski (1742–1804) – kasztelan rogoziński i poseł
- Adolf Ignacy Skarbek-Malczewski (1813–1887) – uczestnik powstania listopadowego i wielkopolskiego 1848 r.
- Albin Malczewski (1809–1873) – wnuk pułkownika Ignacego, syn Kaliksta, ojciec porucznika wojsk francuskich Stefana
- Andrzej Malczewski – profesor dr hab nauk weterynaryjnych, pracownik Instytutu Parazytologii PAN
- Andrzej Ryszardowicz Malczewski (Анджей Рышардович Мальчевский) – rosyjski bankier i działacz polityczny
- Antoni Malczewski – pradziadek poety Antoniego i generała Konstantego
- Antoni Malczewski (ur. 1793–1826) – syn Jana Józefa, poeta, autor poematu Maria
- Arkadiusz Malczewski – producent muzyczny
- Borys Malczewski – więzień Pawiaka zamordowany w Palmirach 20 czerwca 1940
- Franciszek Ksawery Malczewski (ur. 1772) – właściciel ziemski na Podolu, brat Jana Józefa, stryj poety Antoniego i generała Konstantego
- Franciszek Malczewski (1800–1852) – major Wojska Polskiego, powstaniec listopadowy, tow. Piotra Wysockiego na zesłaniu na Syberii
- Franciszek Skarbek-Malczewski (1754–1819) – arcybiskup warszawski, prymas Królestwa Polskiego
- Hipolit Malczewski – syn pułkownika Ignacego, młodszy brat Kaliksta, ojciec wojskowego Adolfa Ignacego
- Ignacy Malczewski (zm. 1779) – regent nadworny kancelarii mniejszej koronnej; dziadek poety Antoniego i generała Konstantego
- Ignacy Skarbek-Malczewski (zm. 1782) – przywódca konfederatów barskich w Wielkopolsce
- Jacek Malczewski (ur. 1854–1929) – malarz
- Jan Franciszek Malczewski – pradziadek Jana Józefa, prapradziadek poety Antoniego i generała Konstantego
- Jan Józef Malczewski – generał, związany z konfederacją targowicką, ojciec poety Antoniego
- Jan Malczewski (1843–1933) – syn Macieja, właściciel Dołhinowa, powstaniec styczniowy, zesłaniec syberyjski
- Julian Malczewski (1820–1884) – sekretarz Towarzystwa Kredytowego Ziemskiego, brat Wandy, ojciec malarza Jacka, dziadek malarza Rafała,
- Juliusz Tadeusz Tarnawa-Malczewski (1872–1940) – generał, minister spraw wojskowych
- Józef Skarbek Malczewski – podsędek ziemski poznański, następnie kasztelan biechowski
- Józef Skarbek Malczewski – starosta dąbski, podkomorzy J.K. M.
- Kalikst Malczewski – syn pułkownika Ignacego, starszy brat Hipolita, stryj wojskowego Adolfa Ignacego
- Karol Malczewski (1720–1805) – generał wojsk koronnych, stryj arcybiskupa i prymasa Franciszka Skarbka-Malczewskiego
- Karol Malczewski (1775–1821) – kapitan wojska polskiego
- Karol Malczewski (1788–1800)
- Karol Malczewski (1871–1927)
- Kazimierz Malczewski – (1886–1969) pułkownik, powstaniec śląski, prezes Polskiego Związku Narciarskiego (1951–1973)
- Kazimierz Malczewski (1882–1940) – syn Jana, major wojska polskiego, w 1939 roku w Dowództwie Grupy Obrony Lwowa, zamordowany przez NKWD w Charkowie
- Konstanty Malczewski – syn Jana Józefa, brat poety Antoniego, polski wojskowy, meksykański generał artylerii
- Maciej Skarbek Malczewski – kasztelan santocki
- Piotr Malczewski – syn pułkownika Stanisława, ojciec pułkownika Ignacego
- Rafał Malczewski (1892–1965) – malarz, syn malarza Jacka, wnuk Juliana
- Stanisław Malczewski (1668–1735) – pułkownik wojsk koronnych
- Stanisław Malczewski (1685–1730) – stolnik kaliski
- Stanisław Malczewski (1724–1760)
- Stanisław Malczewski (1731–1757)
- Stanisław Malczewski (1787–1813) – pułkownik, dowódca Legii Nadwiślańskiej
- Stanisław Malczewski (1798–1848) – radca, dziadek malarza Jacka
- Stefan Malczewski (1838–1875) – prawnuk pułkownika Ignacego, wnuk Kaliksta, syn Albina, porucznik wojsk francuskich
- Władysław Malczewski  – polski wojskowy pochowany na Cmentarzu Obrońców Lwowa
- Władysław Malczewski (1907–1940) – podporucznik Wojska Polskiego, więzień Kozielska, zamordowany w Katyniu
- Władysław Malczewski (1916–2010) – polski śpiewak operowy

### Kobiety
- Dorota Malczewska (ur. 1981) – polska piłkarka ręczna, zawodniczka kadry narodowej, pięciokrotna mistrzyni Polski
- Lutosława Malczewska (1914-2004) – działaczka Polonii we Wrocławiu przed 1939
- Teresa Malczewska (ur. 1943) – posłanka na Sejm IX i X kadencji z ramienia ZSL i PSL z okręgu Jelenia Góra
- Wanda Malczewska (1822–1896) – mistyczka, siostra Juliana, ciotka malarza Jacka